# Vlag van Santa Cruz (Bolivia)

Vlag van Santa Cruz

De vlag van Santa Cruz bestaat uit drie gelijke horizontale banen in de kleuren groen, wit en groen.
In 1864 werd tijdens een ontmoeting van alle Boliviaanse departementale prefecten besloten dat alle departementen een eigen vlag moesten krijgen. Op 24 juli van dat jaar kreeg Santa Cruz vervolgens zijn groen-wit-groene vlag, ontworpen door Tristán Roca.